# ヘルムホルツ・メダル
ヘルムホルツ・メダル（ドイツ語: Helmholtz-Medaille）は、ドイツの科学技術の賞。自然科学、技術科学、医学、疫学の分野で優れた業績を上げた学者に授与される。ヘルマン・フォン・ヘルムホルツの生誕70周年を記念して、1891年に設立された。

## 受賞者

### 1892–1945年
- 1892年: エミール・デュ・ボア＝レーモン, ロベルト・ブンゼン, ウィリアム・トムソン, カール・ワイエルシュトラス
- 1898年: ルドルフ・ルートヴィヒ・カール・フィルヒョウ
- 1900年: ジョージ・ガブリエル・ストークス
- 1904年: サンティアゴ・ラモン・イ・カハール
- 1906年: アンリ・ベクレル
- 1909年: エミール・フィッシャー
- 1910年: ヤコブス・ヘンリクス・ファント・ホッフ
- 1912年: ジーモン・シュヴェンデナー
- 1914年: マックス・プランク
- 1916年: Richard von Hertwig
- 1918年: ヴィルヘルム・レントゲン

### 1946年 –現在
- 1959年: オットー・ハーン, グスタフ・ヘルツ, マックス・フォン・ラウエ
- 1961年: ニールス・ボーア
- 1964年: ポール・ディラック
- 1969年: ニコライ・ボゴリューボフ
- 1971年: ヴィクトル・アンバルツミャン, ウラジミール・フォック
- 1975年: ルイ・ド・ブロイ, Hans Stubbe, アンドレイ・コルモゴロフ
- 1978年: Karl Lohmann
- 1981年: Peter Adolf Thiessen, ピョートル・カピッツァ
- 1984年: Arnold Graffi
- 1987年: アレクサンドル・プロホロフ, Samuel Mitja Rapoport
- 1990年: ハインツ・ベートゲ
- 1994年: マンフレート・アイゲン
- 1996年: ノーム・チョムスキー
- 1998年: ロジャー・ペンローズ
- 2000年: ユルゲン・ハーバーマス
- 2002年: フリードリッヒ・ヒルツェブルフ
- 2004年: Hans-Ulrich Wehler
- 2006年: Günter Spur
- 2008年: Peter Wapnewski
- 2010年: Niels Birbaumer
- 2012年: ジョン・ポラニー
- 2014年: マレー・ゲルマン
- 2016年: Nicholas Rescher
- 2018年: Rita R. Colwell
- 2020年: ガボール・ソモライ
- 2022年: カリコー・カタリン
- 2024年: アーリー・ラッセル・ホックシールド

## 参照
- Helmholtz Medal